# Lidia Buble
Lidia Buble (n. 9 iunie 1993, Deva, Hunedoara) este o cântăreață română de muzică pop.

## Biografie
Lidia a început să cânte, copil fiind, în corul bisericii penticostale "Emanuel" din Deva, la care tatăl ei este pastor (slujitor de ceremonii religioase). Solista a crescut într-o familie numeroasă, având zece frați. Familia este compusă din mulți muzicieni.

## Începuturile artistei în industria muzicii
Buble a cunoscut celebritatea atunci când Adrian Sînă de la trupa Akcent a ales-o să cânte două piese celebre cu el. Piesele „Kamelia” și „Noi simțim la fel” se auzeau pe toate radiourile din România și din străinătate, având împreună peste 11 milioane de vizualizări pe YouTube, astfel că, în doar câteva luni de zile, dintr-o necunoscută, Lidia Buble a devenit vedetă la vârsta de 21 de ani.

## Discografie
- Noi simțim la fel (feat. Adrian Sina) (2014)
- Kamelia (feat. Akcent & DDY Nunes) (2014)
- Forever love (feat. Direcția 5) (2014)
- Le-am spus și fetelor (feat. Amira) (2015)
- Inima nu știe (2015)
- Mă cerți (2016)
- Mi-e bine (2016)
- Eu voi fi (2017)
- Secrete (2017)
- Cămașă (2017)
- Sârut mâna, Mamă ! (2018)
- Sub apă (2018)
- Tu (2018)
- Asta sunt eu! (feat. What s up) (2019)
- Undeva la mijloc (2019)
- Margarita (feat. Descemer Bueno) (2019)
- Lacătul și femeia (2019)
- La Luna  (feat. Jay Maly x Costi Ioniță) (2020)
- Cu ochii ăia verzi (2020)
- Vino, du-te (feat. VUNK) (2020)
- Intens (2021)
- Extrapolăm (2021)
- Draga mea (2022)
- Por Amor (feat. Mabel Yeah) (2022)
- Ochii Tăi (feat. DJ Project) (2022)
- If You Love Me (feat. Direcția 5) (2022)
- Tatoué (feat. Havana) (2023)
- Eşti frumoasă (2023)
- Robándote un beso (feat. Lenier) (2023)
- Oh La La (feat. Fly Project) (2023)
- Romanţă cu parfum (2023)
- Roşu nuclear (2024)
- Buzele Tale (2024)
- Bumerang (feat. VUNK) (2024)
- Mai frumoasă (cover Laura Stoica) (2024)
- Maria, Maria (2024)
- Amândoi (feat. 3 Sud Est) (2025)